# المندوبان (فلم)
المندوبان فيلم كوميدي مصري من إخراج وتأليف توجو مزراحي  لعام 1934 وهو الفيلم الرابع للمخرج الذي بدأ مسيرته في الإخراج عام 1930. الفيلم من بطولة شالوم وفؤاد الجزايرلي وعبده محرم  وتدور الأحداث حول رغبة شالوم وصديقه في الزواج ومحاولاتهم في الحصول على المال.   
صدر الفيلم إلى دور العرض المصرية في 17 مايو 1934، (بسينما فؤاد بالقاهرة، والكوزموجراف الامريكانى بالإسكندرية).
منح موقع قاعدة بيانات الأفلام على الإنترنت IMDB الفيلم درجة 5.6/ 10.
منح موقع قاعدة بيانات الأفلام العربية «السينما.كوم» الفيلم درجة 5.6/ 10.

## أحداث الفيلم
يعمل الشاب شالوم (شالوم) بائع ورق يانصيب، وصديقه عبده (عبده محرم) يعمل مساعد في محل جزار، ويعيش الثنائي حياة بسيطة. يقع شالوم في حب جارته أستير (عدالات)، ويقع عبده في حب جارته أمينة (سهام). يتقدم كل منهما لأسرة حبيبته ويرفض الأهل لأن حالتهم المادية ليست جيدة. ترفض والدة أمينه «الست أم أحمد» (إحسان الجزايرلى) تزويج ابنتها من عبده لأنه يرتدى الجلباب، ويدافع عبده عن الجلباب بقوله انها: «واسعة وخفيفة ونضيفة ويمسح فيها عرق جبينه»، ورغم ان المعلم بحبح (فوزى الجزايرلى) والد أمينه، كان مؤيدا لعبده، إلا إن كلمة أم احمد هي الكلمة العليا. كذلك شالوم اعترضت عليه الست فيتوريا (فيكتوريا فارحى) أم أستير، بسبب الجلباب، وأيضاً أيده سلامون (حليم محسن) والد أستير، ولكن إنتصرت فيكتوريا وطردت شالوم، وكان طلب الأهل أن يكون أقل مهر يتم دفعه لهم هو 500 جنيه. اتفق عبده مع شالوم على استبدال الجلباب ببدلة، ودفع كل شاب 150 قرشاً ثمناً للبدلة، وذهبوا للحلاق قبل الذهاب لمنزل الخطيبتان. تتوالى الأيام ويحاول شالوم  وعبده طوال الأحداث أن يجنوا المال بطرق مختلفة لكي يتم الزواج. يعمل الثنائي في البداية مع عصابة لتهريب الأموال تحت مسمّى (شركة نقل الأموال)، ولا يعلم شالوم وعبده ذلك إلا بعد حين. يتقدّم رجلين من أفراد العصابة الأغنياء إلى الفتاتين حبيبات شالوم وعبده، وينخدع أهل الفتيات حيث يدعي كل من الرجلين امتلاك أرض زراعية وأن مجال عملهم في استثمار الأموال فإذا اعطوهم مبلغًا معينًا فسوف يردونه لهم مضاعفاً، وبالفعل يأخذ رجال العصابة منهم مبلغًا كبيرًا وفيما بعد يكتشف الأهل الخدعة، ويخبروا شالوم وعبده بذلك وعندئذ يعرف الثنائي أنهم من أفراد العصابة وأنهم يعرفون مخبأهم ومكانهم لأنهم عملوا لديهم سابقًا كمندوبين، فيخبروا الشرطة قبل ذهابهم، ثم يذهبوا سرًّا ويضربوا الرجلين الذين تقدما للعروستين، وساعتها يبلّغ الشرطئ السري عن العصابة ويتم القبض عليهم، وينال شالوم وعبده مكافأة من الشرطة تبلغ 500 جنيه وذلك يكفي لزواجهم بالفتاتين، ويتم الزواج بالفعل.

## طاقم التمثيل
- شالوم: في دور شالوم (بائع أوراق اليانصيب)

- عبده محرم: في دور عبده (مساعد الجزار)

- سهام: في دور أمينة (جارة وحبيبة عبده)

- عدالات: في دور أستير (جارة وحبيبة شالوم)

- فؤاد الجزايرلي: في دور المعلم بحبح (والد أمينة)

- إحسان الجزايرلي: في دور أم أحمد (والدة أمينة)

- فيكتوريا فارحي: في دور فيتوريا (والدة أستير)

- محمد السلاموني: في دور سلامون (والد أستير)

بالاشتراك مع: حليم محسن - عبد القادر حسن - فكري كامل.

## أغاني الفيلم
ياما قلت إمتى حتفهمنى (غناء الآنسة سهام) (4:45 دقيقة)
في شرع مين يفرق بريق الدهب (غناء الآنسة سهام) (4:35 دقيقة)
الحان زكريا أحمد وكلمات بديع خيري
الآنسة سهام (مطربة مصرية من مواليد 1907 ولمعت في عشرينات القرن 20)

## استقبال الفيلم
علقت سماح عادل على موقع كتابات وكتبت: "الأفلام التي بدأت بها صناعة السينما في مصر على بساطتها، وبساطة الأداء التمثيلي فيها إلا أن لها سحر خاص... الفيلم حكايته بسيطة، وأداء الممثلين بسيطا يتناسب مع كون الفيلم من بدايات صناعة السينما... دار الفيلم في منطقة المنشية في الإسكندرية، فنرى شارع وميدان المنشية المتأثر بالطراز الأوربي، وشوارع أخرى، ونرى الناس يتجولون في الشارع في طبيعية مما يعني أن الكاميرا كانت تصور الشارع دون تجهيز مسبق... نلاحظ أنه في الإسكندرية، المكان الذي تم تصوير الفيلم فيه كانت الأماكن معظمها ملك للأجانب، مثل المطاعم والمستوصف الخاص بالمساج.  

## روابط خارجية
- مقالات تستعمل روابط فنية بلا صلة مع ويكي بيانات
- المندوبان على الدهليز
- المندوبان على كاروهات

https://www.youtube.com/watch?v=QZKujNDHmdc المندوبان (فيلم)
https://www.youtube.com/watch?v=ITQjEYsggfg المندوبان (فيلم)